# 索菲娅·韦利卡娅
索菲娅·亚历山德罗芙娜·韦利卡娅（俄语：Софья Александровна Великая，1985年6月8日—），生于哈薩克阿拉木圖，俄罗斯击剑运动员，曾获得2016年夏季奥林匹克运动会女子个人佩剑银牌和女子团体佩剑金牌。2016年11月17日，韦利卡娅获选为俄罗斯奥林匹克委员会运动员委员会委员长。